# Helicorhoidion botryoideum
Helicorhoidion botryoideum är en svampart som först beskrevs av Mordecai Cubitt Cooke, och fick sitt nu gällande namn av S. Hughes 1958. Helicorhoidion botryoideum ingår i släktet Helicorhoidion, divisionen sporsäcksvampar och riket svampar.   Inga underarter finns listade i Catalogue of Life.